# Erik Filip Gammal Ehrenkrona
Erik Filip Gammal Ehrenkrona, född 28 maj 1745, död 19 januari 1803 i Mjölby församling, Östergötlands län, var en svensk hovstallmästare. 

## Biografi
Erik Filip Gammal Ehrenkrona föddes 1745. Han var son till kammarrådet Samuel Gammal Ehrenkrona och Elsa Regina von Schwerin. Ehrenkrona blev 10 maj 1757 student vid Uppsala universitet och blev 27 juli 1762 beridare vid kungliga stallet. Han blev 28 september 1769 hovstallmästare och 4 december 177 hovstallmästare hos änkedrottningen Lovisa Ulrika. Ehrenkrona blev tjänstefri 1782 och utnämndes 1 september 1782 till RNO. Han avled 1803 på Hulterstad i Mjölby församling.

### Egendom
Ehrenkrona ägde gården Hulterstad i Mjölby socken.

### Familj
Ehrenkrona gifte sig 20 december 1783 med stiftsjungfrun Carolina Rudenschöld (1762–1804), dotter av riksrådet Carl Rudenschöld och grevinnan Christina Sofia Bielke. De fick tillsammans barnen Fredrika Sofia Ehrenkrona (1784–1790), kanslisten Samuel Carl Filip Gammal Ehrenkrona (1786–1851) vid justitierevisionsexpeditionen, Elsa Christina Ehrenkrona (1788–1826), Mariana Carolina Ehrenkrona (1791–1791) som var gift med lagmannen Carl Arvid von Otter och löjtnanten Erik Gammal Ehrenkrona (1794–1855) vid livregementets huskår.

## Bilder

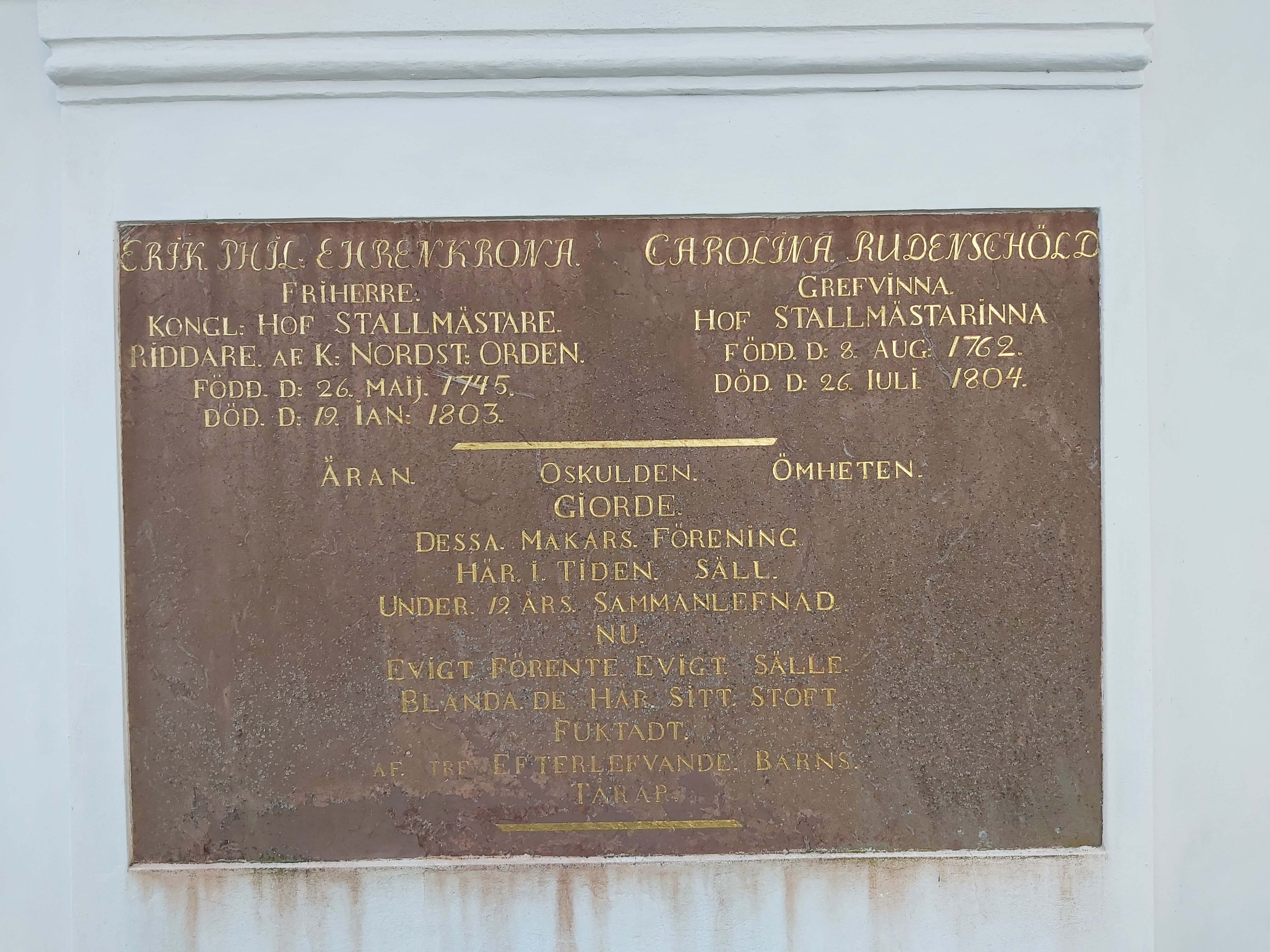
Inskription på Ehrenkronska graven vid Mjölby kyrka.
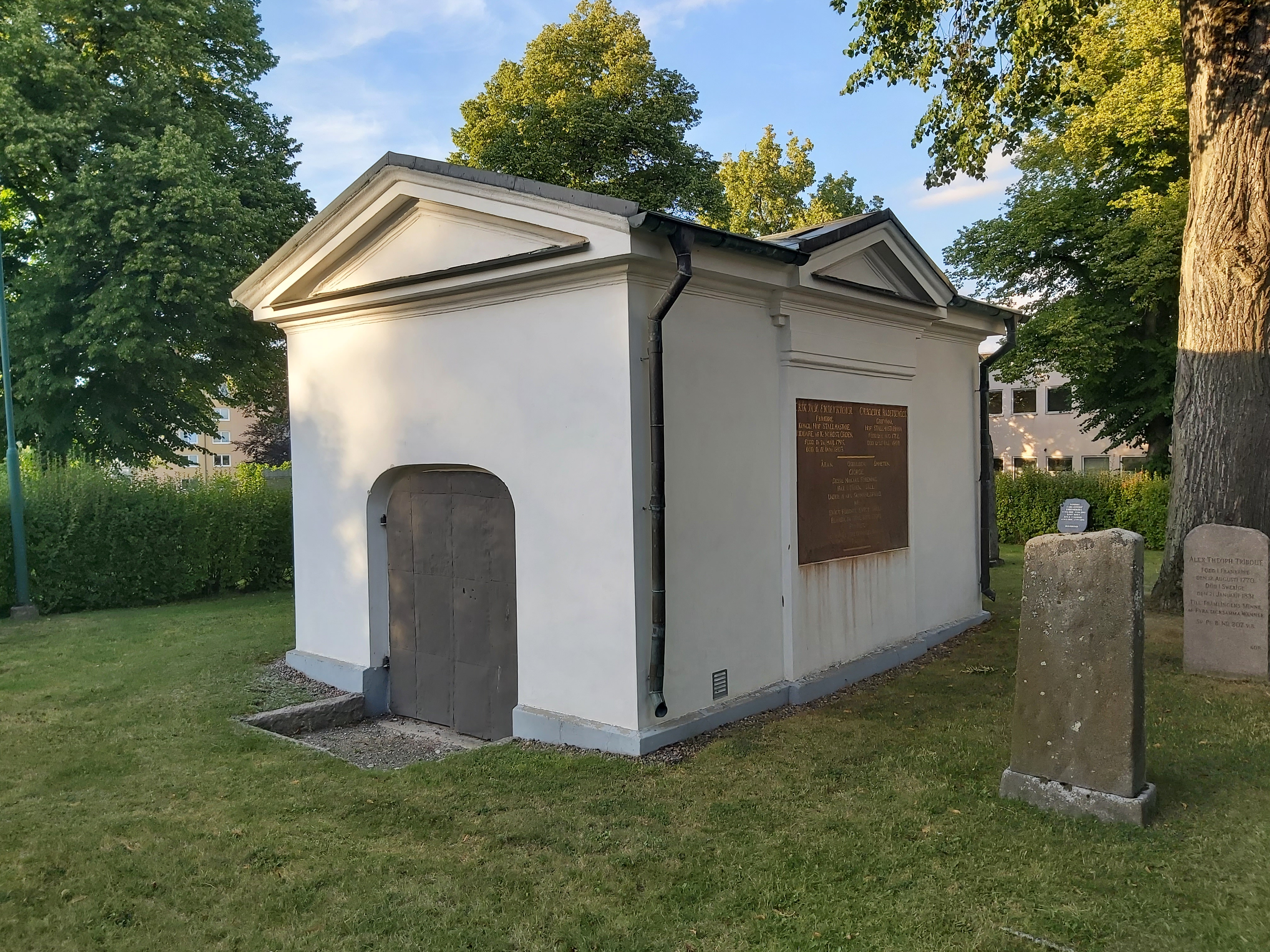
Ehrenkronska graven vid Mjölby kyrka.